# José Ricardo Mena
José Ricardo Mena (San Miguel de Tucumán, provincia de Tucumán, Argentina, 28 de marzo de 1951 - Trelew, provincia de Chubut, Argentina, 22 de agosto de 1971) fue un guerrillero que usaba el apodo de El Negro y militaba en el Ejército Revolucionario del Pueblo.

## Actividad política
Trabajó en la construcción y en la industria azucarera y partiendo de una identidad peronista se acercó al Partido Revolucionario de los Trabajadores – Ejército Revolucionario del Pueblo en su provincia. El 16 de noviembre de 1970 participó del grupo que, dirigido por Jorge Benito Urteaga y José María Carrizo asaltó el Banco Comercial del Norte, fue detenido por ese hecho y tiempo después trasladado al penal de Rawson.

## Fuga y masacre en Trelew
El 15 de agosto de 1972 Mena se fugó del penal junto a otros integrantes del ERP, las FAR y Montoneros, en un resonante operativo durante el cual asesinaron al guardiacárcel Juan Gregorio Valenzuela. Por fallas en el operativo sólo un puñado de dirigentes guerrilleros llegó a tiempo al aeropuerto y Mena, que integraba un segundo grupo de 19 evadidos logró arribar por sus propios medios en tres taxis al aeropuerto, pero llegaron tarde, justo en el momento en que la aeronave despegaba rumbo al vecino país de Chile, gobernado entonces por el socialista Salvador Allende. 
Al ver frustradas sus posibilidades, luego de ofrecer una conferencia de prensa este contingente depuso sus armas sin oponer resistencia ante los efectivos militares de la Armada que mantenían rodeada la zona, solicitando y recibiendo públicas garantías para sus vidas en presencia de periodistas y autoridades judiciales.
Una patrulla militar bajo las órdenes del capitán de corbeta Luis Emilio Sosa, segundo jefe de la Base Aeronaval Almirante Zar, condujo a los prisioneros recapturados dentro de una unidad de transporte colectivo hacia dicha dependencia militar. Ante la oposición de éstos y el pedido de ser trasladados de regreso nuevamente a la cárcel de Rawson, el capitán Sosa adujo que el nuevo sitio de reclusión era transitorio, pues dentro del penal continuaba el motín y no estaban dadas las condiciones de seguridad.
Al arribar el contingente al nuevo destino de detención, el juez Alejandro Godoy, el director del diario Jornada, el subdirector del diario El Chubut, el director de LU17 Héctor "Pepe" Castro y el abogado Mario Abel Amaya, quienes acompañaban como garantes a los detenidos, no pudieron ingresar con ellos y fueron obligados a retirarse.
A las 3:30 del 22 de agosto, en la Base Naval Almirante Zar, los 19 detenidos fueron despertados y sacados de sus celdas. Según testimonios de los tres únicos reclusos sobrevivientes, mientras estaban formados y obligados a mirar hacia el piso fueron ametrallados por una patrulla a cargo del capitán de corbeta Luis Emilio Sosa y del teniente Roberto Guillermo Bravo, falleciendo en el acto o  rematados después con armas cortas la mayoría de ellos, incluido Mena.